# Захаренко Вячеслав Володимирович
Вячеслав Володимирович Захаренко (іноді ім'я помилково пишеться як В'ячеслав, нар. 1962) — український радіоастроном, директор Радіоастрономічного інституту НАНУ (з 2017), академік НАНУ (з 2025), лауреат Державної премії України (2018) і Премії НАНУ ім. С. Я. Брауде (2016).

## Біографія
Народився у Харкові 31 липня 1962 року. 1984 року закінчив Харківський інститут радіоелектроніки.
На початку 1990-х років спільно з Олександром Коноваленком і Сергієм Степкіним був одним з творців Гігантського українського радіотелескопа (ГУРТ).
1998 року в Головній астрономічній обсерваторії НАНУ захистив дисертацію кандидата технічних наук за спеціальністю «Астрономічні інструменти та прилади». Тема дисертації — «Розробка широкосмугових перешкодозахищених малошумлячих підсилювачів для великих радіоастрономічних антенних граток». 2007 року здобув наукове звання старшого наукового співробітника. 2013 року в Харківському університеті захистив дисертацію доктора фізико-математичних наук «Імпульсне та спорадичне радіовипромінювання об'єктів Галактики на декаметрових хвилях» за спеціальністю «астрофізика, радіоастрономія».
Працював провідним науковим співробітником в Радіоастрономічному інституті НАНУ. З 2017 обіймає посаду директора цього інституту. Також працює в Харківському національному університеті імені В. Н. Каразіна.
2018 року був обраний членом-кореспондентом Національної академії наук України, у 2025 — академіком. В НАНУ є членом Ради з космічних досліджень (з 2019) і заступником академіка-секретаря відділення фізики і астрономії (з 2020).

## Відзнаки
- 2016 — Премія НАНУ імені С. Я. Брауде за відкриття радіовипромінювання від блискавок на Сатурні та від космічних атомів вуглецю у станах з головним квантовим числом більше 1000 (спільно з С. В. Степкіним і О. М. Ульяновим)[3].
- 2018 — Державна премія України в галузі науки і техніки за цикл робіт «Радіовипромінювання Всесвіту на декаметрових хвилях» (спільно з 7 співавторами)[2].

## Виноски
1. ↑  В паспорті Захаренка вжито нетрадиційний варіант написання цього імені: «Вячеслав», без апострофа. Таке саме написання використовується на сайтах Радіоастрономічного інституту, НАНУ і Державної премії